# Otto III van Monferrato
Otto III Paleologo (?, 1358/1361 – Parma, 16 december 1378) was markgraaf van Monferrato van 1372 tot zijn dood. Hij was een zoon van markgraaf Johan II en diens tweede vrouw Isabella van Majorca. Hij is ook bekend als Secondotto wat mogelijk in verband staat met de patroonheilige San Secondo van zijn vestingsplaats Asti.
Otto huwde op 2 augustus 1377 met Violante Visconti (1354 – 1386), dochter van Galeazzo II Visconti, heer van Milaan. Het huwelijk bleef kinderloos, waardoor hij werd opgevolgd door zijn broer Johan III.